# Borboroides tonnoiri
Borboroides tonnoiri är en tvåvingeart som beskrevs av Mcalpine 2007. Borboroides tonnoiri ingår i släktet Borboroides och familjen myllflugor. Inga underarter finns listade i Catalogue of Life.